# 托勒密一世
托勒密一世（救主）（前367年—前282年），埃及托勒密王朝创建者，亦是馬其頓王國亚历山大大帝的繼業者之一。托勒密是亚历山大的好友兼部将，曾跟隨大軍一同遠征波斯。前323年在亚历山大的帝国分裂时，托勒密分到埃及成為他的領地。前320年他擊退帝国摄政佩爾狄卡斯的进攻，使埃及牢牢掌控在自己手裡。公元前304年，他效仿其他继业者宣布为王，建都亞歷山卓，建立一個希臘化的王國。

## 早年
托勒密的父親是馬其頓貴族拉古斯，母親叫做阿爾西諾伊，學者推測她可能是馬其頓王室的分支。古代有流言說托勒密是腓力二世的私生子，說阿爾西諾伊曾是腓力二世的情婦，在嫁給拉古斯之前就已經懷孕了，不過這流言很可能是後來托勒密埃及的宣傳。托勒密還有一個兄弟墨涅拉俄斯。
托勒密是亞歷山大大帝相當信任的好友，他們從童年時就已經友好親密，他很有可能跟著亞歷山大一同向亞里斯多德學習。前336年，托勒密和亞歷山大其他四個好友一起說服亞歷山大，干涉了披克索達洛司聯姻事件，這件事使腓力二世火冒三丈，放逐了托勒密等人。因此托勒密一直到腓力二世遇刺亞歷山大登基後，才結束流亡生活返回馬其頓。
幾乎可以確定，打從亞歷山大東征起托勒密就參與其中，但在遠征初期他並沒有擔任重要職務。直到波斯門戰役時古羅馬歷史學家阿里安才提到托勒密的出場，提到亞歷山大派他帶領3,000名士兵布置於敵軍潰敗的路徑上攔截。然而，因為阿里安的寫作來源是托勒密的回憶錄，一些學者懷疑托勒密吹噓自己，實際領兵者應是菲羅塔斯。

## 近身護衛官
前330年秋季，原為近身護衛官之一的德米特里因謀反案被撤職處死，亞歷山大改選定托勒密頂替為七位近身護衛官之一，貼身在亞歷山大身邊保衛，這是很高的殊榮。在大流士三世去世後亞歷山大繼續於中亞追殺僭位者貝蘇斯，阿里安提到貝蘇斯的部下斯皮塔米尼斯（Spitamenes）等人，他們決定背叛貝蘇斯並把他綑綁起來準備與亞歷山大來談判。托勒密當時負責帶著部隊與他們接應，托勒密謹慎小心並處處堤防對方有詐，最後強押著貝蘇斯帶至亞歷山大面前。
托勒密直到後期入侵巴克特里亞和印度時才大放異彩。在掃蕩索格底亞那時阿里安說托勒密帶領五隻分隊的其中之一，然而另一位古羅馬歷史學家庫爾蒂烏斯卻說當時只有三隻分軍，並由克拉特魯斯、赫費斯提翁、科那斯領導，其中並沒有提到托勒密，這可能是托勒密在自己的回憶錄中為了著重於描寫於自己的功績而導致。隨著亞歷山大醉酒失手殺了克利圖斯時，當時托勒密也在現場，他與其他近身護衛官試圖阻止悲劇發生，可惜沒有成功。之後，他與佩爾狄卡斯、列昂納托斯一同參與攻略科瑞尼斯岩山（Chorienes）戰役。前337年，托勒密和列昂納托斯一同揭發赫莫拉爾斯（Hermolaus）謀反案，同樣地在阿里安的著作中僅僅提到托勒密一人揭發此案，沒有提到列昂納托斯。諸如此類，一些現代學者認為托勒密的回憶錄內含一些對佩爾狄卡斯詆毀、其他將領的偏見和自我吹噓的存在，這影響了阿里安的著作。
托勒密伴隨亞歷山大入侵印度，在追擊阿斯帕西亞人（Aspasioi）時托勒密率軍奮勇追敵，當時他看到小丘上現出敵人領袖的蹤跡，他連忙爬上去與敵人格鬥，一槍刺死敵人領袖。亞歷山大之後率軍攻擊其他敵人盤據的大山，並命托勒密率領一些輕裝部隊和騎兵參與圍攻，他再一次率兵突破敵人的陣地，俘獲大批戰利品。隨著大軍從印度返回，在蘇薩集體婚禮時，亞歷山大把波斯貴族阿爾塔巴左斯的女兒阿塔卡瑪許配給托勒密，托勒密也在蘇薩論功行賞時獲得金冠獎勵。

## 埃及總督
前323年亞歷山大大帝在巴比倫突然去世，儘管托勒密是重要的馬其頓將軍之一，但他不像其他領袖安提帕特、佩爾狄卡斯和克拉特魯斯那樣有許多支持者。在會議一開始托勒密與佩爾狄卡斯意見並不一致，但隨著會中墨勒阿革洛斯和馬其頓步兵亂入，造成騎兵派和步兵派的緊張，此時托勒密加入佩爾狄卡斯的陣營，並在其後的巴比倫分封協議中獲得利益。根據巴比倫分封協議，他在國王腓力三世的名義下被任命為埃及總督，這是帝國最富饒的行省之一，而前任埃及省長希臘人克里昂米尼作為他的副手。托勒密來到任地後把大本營立在孟菲斯，再找個機會處決了親佩爾狄卡斯的克里昂米尼，獨攬了大權，並獲得埃及之前累積的巨大財富 。他的勢力迅速發展，在沒有任何命令的狀況，托勒密派遣部將歐斐爾拉斯征服了昔蘭尼，擅自納入自己的統治之中，也與賽普勒斯諸王建立良好關係。在這個時期，托勒密很可能與雅典的交際花泰綺絲（Thaïs）結婚，先前在亞歷山大遠征期間他就與泰綺絲有親密關係。 
托勒密與帝國攝政佩爾狄卡斯雙方關係日益惡化，前321年，他懷疑佩爾狄卡斯利用亞歷山大葬禮有意染指王位，畢竟傳統上馬其頓國王才擁有埋葬前任國王的權利。托勒密他設法在敘利亞半路劫持亞歷山大的靈車，把它運至埃及的孟菲斯，這行為不僅顯示托勒密有意挑戰帝國攝政地位，也彰顯他是亞歷山大繼業者的企圖，更打壞佩爾狄卡斯的計畫，這結果導致了第一次繼業者戰爭。
前320年春，佩爾狄卡斯帶著兩位國王前來埃及討伐托勒密，然而托勒密早就在尼羅河岸準備防禦工事，迫使王軍於駱駝堡戰役吃下敗戰，在防衛尼羅河中佩爾狄卡斯渡河失利並損失2000多人，這造成佩爾狄卡斯聲譽嚴重打擊。因為托勒密對人寬厚仁慈相比佩爾狄卡斯對人苛薄且嚴厲，加上最近的失利讓佩爾狄卡斯越來越不得軍心，王軍最終發生嘩變，佩爾狄卡斯被自己的將領培松、塞琉古所殺。托勒密隨即渡過尼羅河並提供物資支援幫助王軍，使他贏得良好聲譽。在佩爾狄卡斯死後，托勒密謝絕了當上帝國攝政，這決定可說是相當謹慎，它確保了托勒密的權力基礎，在之後的其他繼業者中托勒密是唯一安享天年的。前320年秋，勝利的勤王軍在特里帕拉迪蘇斯分封協議再次確認埃及和昔蘭尼為托勒密的領地，可能這會議不久，托勒密與新任帝國攝政安提帕特女兒歐律狄刻成婚，作為友好的證明。

### 爭奪敘利亞

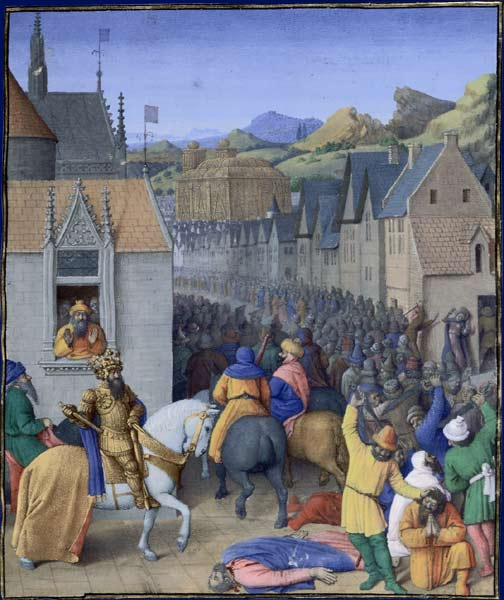
托勒密在前319年占領耶路撒冷的畫, 出自中世紀畫家讓·富凱（Jean Fouquet）

在長時間的繼業者戰爭中，托勒密的第一目標是確保埃及的安全，第二個目標是控制埃及的外圍地區，如昔蘭尼、賽普勒斯以及包括猶太一帶。前319年春，托勒密率先打破分封協議開始擴張領地，他要求敘利亞總督拉俄墨東交出領地並願意提供一大筆金錢作補償，遭到對方拒絕。托勒密立即進攻敘利亞、巴勒斯坦和腓尼基，根據猶太歷史學家約瑟夫斯記載，托勒密親自率軍在安息日時突襲耶路撒冷，征服了猶太地區。另一方面，托勒密派遣部將尼卡諾爾擊敗拉俄墨東，俘虜了他，托勒密因此完全佔據敘利亞行省。同年，隨著年邁的帝國攝政安提帕特病逝，安提帕特之子卡山德聯合其他總督們如托勒密、亞細亞統帥安提柯等反對新任帝國攝政波利伯孔，帝國各地充滿野心的總督也趁機擴張勢力開啟戰端，爆發第二次繼業者戰爭。
前318年夏，保王派歐邁尼斯接受王室和波利伯孔的求援，從卡帕多西亞進軍至奇里乞亞，托勒密親自率領艦隊來到奇里乞亞的澤弗里烏姆試圖離間歐邁尼斯和部屬的關係，但完全失敗。秋季，歐邁尼斯率軍托勒密佔據的腓尼基進軍，托勒密不願與歐邁尼斯正面交戰，遂腓尼基落入敵手之中，但隨著盟友安提柯率軍從小亞細亞尾隨歐邁尼斯追擊過來，迫使歐邁尼斯連忙退出腓尼基率軍往東方遁去，托勒密也因此得以輕易收復失土。前317年，托勒密與貝勒尼基成婚。

## 與安提柯的戰爭
安提柯與歐邁尼斯的戰爭在前316年以安提柯全面勝利告終，戰後東方行省總督多臣服於安提柯的霸權，使安提柯名義上統轄帝國所有亞洲部份，實力遠超過其他繼業者們。巴比倫尼亞總督塞琉古畏懼安提柯的權勢，他不得不放棄領土逃亡至埃及托勒密處，並成功說動托勒密與安提柯敵對。為了與強大的安提柯對抗，托勒密還派人連絡馬其頓的帝國攝政卡山德、色雷斯統帥利西馬科斯和卡里亞總督阿桑德等組成反安提柯聯盟，主要緣由是安提柯的實力實在過於強大，迫使其他總督們不得不連合來對付他。他們向安提柯下最後通牒，要求安提柯無條件割讓土地、交出從東方獲得的財寶、讓塞琉古復位等嚴苛條件，安提柯根本不可能接受，第三次繼業者戰爭隨即來臨。
前315年戰爭爆發，安提柯率大軍入侵腓尼基，再派遣使者誘使親托勒密的賽普勒斯諸王與他結盟，然而以薩拉米斯國王尼科克里昂（Nicocreon）為首的賽普勒斯諸王大多未背棄托勒密，只有少數加入安提柯陣營。安提柯在敘利亞攻勢相當猛烈，除了正在包圍的泰爾城外，加薩、雅法都落入安提柯手中，托勒密幾乎喪失所有的巴勒斯坦和腓尼基領地。托勒密一方面派遣塞琉古率領艦隊前去小亞細亞的愛奧尼亞開啟另一個戰場，另一方面派遣援軍支援尼科克里昂與親安提柯派作戰。前314年夏季，安提柯試圖爭取希臘城邦們支持發表了泰爾宣言，宣布希臘城邦應許擁有自由和自治的權利，托勒密立即發表類似宣言作為反擊，然而雙方的承諾都流於形式。
儘管安提柯在前314年攻陷泰爾城並在腓尼基打造一支大艦隊，但托勒密的海軍優勢仍相當強大，他再度派遣艦隊和援軍支援各處戰線，一支在自己兄弟墨涅拉俄斯率領下支援賽普勒斯戰線。一支托勒密艦隊在密爾米頓率領下駛向卡里亞幫助盟友阿桑德，另一支艦隊在波留克列特斯率領下航向伯羅奔尼撒幫助盟友卡山德對抗波利伯孔、其子亞歷山大與安提柯的部將阿里斯托德穆斯。其中，波留克列特斯的艦隊還在奇里乞亞阿芙羅迪西亞（Aphrodisia）摧毀安提柯的艦隊和陸軍。經過這場大勝後，托勒密試圖與安提柯講和，但遭到拒絕。
同年冬季，安提柯為了因應卡山德軍的入侵，他留下自己兒子年輕的德米特里留守東方戰線，防禦托勒密可能的攻擊。然而前313年夏季昔蘭尼加發生叛亂，托勒密不得不分兵去處理，叛亂很快地被鎮壓平息。托勒密的賽普勒斯戰線以勝利告終，為了嘉獎親托勒密派的尼科克里昂貢獻授予賽普勒斯統帥職位，托勒密還殺了反對他的賽普勒斯王公，該島遂成為托勒密的領地。在解決後方昔蘭尼加和賽普勒斯的問題後，前312年，在塞琉古勸說下托勒密決定發動大規模陸上攻勢，德米特里得知後立刻準備應戰，雙方在加薩戰役展開會戰，此戰中經驗老道的托勒密和塞琉古大破敵軍，挾著勝利的餘威使其他城市望風而降，很快地托勒密就收復巴勒斯坦和腓尼基一帶，塞琉古也趁機返回巴比倫尼亞。德米特里大敗的消息迫使安提柯親自率軍來抵禦托勒密的攻勢，托勒密自知無法抵抗安提柯的大軍，他沿路摧毀城防後撤軍返回埃及，期間他遷移大量猶太人進入埃及補充人力和軍力。安提柯在奪回失土後，雙方在前311年秋季締結了諸侯和約（Peace of the Dynasts），結束第三次繼業者戰爭。

## 興建亞歷山卓
雖然埃及的亞歷山卓興建起於亞歷山大大帝時期，但大部分主要在托勒密時完成，托勒密最晚在前311年時把根據地轉移到亞歷山卓來。
托勒密在城中興建亞歷山大大帝陵墓並把亞歷山大遺體安葬於內，這位征服者作為城市的建立者和征服偉業，亞歷山大被托勒密神格化崇拜並任命一位地位崇高的大祭司負責祭祀，而之後的托勒密歷代國君陵墓都建在亞歷山大陵墓旁。除此之外，托勒密還引進希臘埃及混合神塞拉比斯，希望讓埃及人與希臘人有著共同的神祇，塞拉比斯祂融合埃及當地的歐西里斯、阿匹斯信仰，有著希臘神話的擬人化樣貌，在埃及祭司曼涅托的幫助下塞拉比斯成為亞歷山卓重要的神祇。

古代的亞歷山卓，約前30年左右

亞歷山卓是一座典型的希臘城市，經由建築師狄諾克拉底的設計，城內由兩條大街十字交叉形成棋盤式規劃，主要分成三個文化城區，分別為希臘、馬其頓人的布魯克姆（Brucheum）城區、埃及人的拉高提斯（Rhacotis）城區、猶太人的城區。在布魯克姆城區緊鄰著皇宮和亞歷山大陵園處，托勒密於此建立繆思神殿和兩個附屬機構亞歷山卓博學院（Musaeum）和亞歷山卓圖書館，這些設施直到托勒密二世時才算完工。博學院是以亞里斯多德的呂刻昂學園為樣板而成立的研究設施，它吸引許多希臘世界的學者們前來在此研究數學、物理、天文學、醫學等等各門知識，博學院內設有迴廊、庭園、講堂、研究室等等。圖書館則是不僅收集海量的書卷並公開於書架上，還為書卷分門別類，它亦是創作、文學的研究機構，負責對文學的研究、評價和解讀。托勒密讓雅典逍遙學派學者法勒魯姆的德米特里來負責此兩機構的成立與管理，使得亞歷山卓成為希臘化時代的學術、文化中心。當時許多學者都受到吸引來到亞歷山卓，數學家歐幾里得也受到邀請來到亞歷山卓宮廷，據說已是國王的托勒密一世曾向歐幾里得學習數學，並詢問有無學習數學的捷徑時，歐幾里得的回答:「這世上沒有通往幾何學的皇家大道」。
亞歷山卓城正對面著法羅斯島，它有著一道人工長堤與亞歷山卓相連，在長堤兩側形成東西兩個港口。在前297年時托勒密一世命建築師索斯特拉特在法羅斯島上興建亞歷山卓燈塔，幫助往來商船可以安全地航向港口。亞歷山卓燈塔是由白色石材所建成的三層式建築，塔高約120公尺，白晝時透過鏡子反射日光，夜晚時燃燒燈火為船隻照明，據說燈火可遠至約60公里處還可以見到。亞歷山卓燈塔直到托勒密二世時才完工，因為它的雄偉堂皇而被視為亞歷山卓的地標，也被選為古代世界七大奇蹟之一。歸功於東西兩個港灣和燈塔，亞歷山卓很快地取代原來的諾克拉提斯成為當地的商業中心，更成為全埃及的經貿中心。托勒密如此光耀亞歷山大大帝與亞歷山卓，也向希臘世界宣傳自己的王國，吸引當時有能之士從各地來到亞歷山卓，讓四方勇士踴躍加入他的軍隊。
除了臨海的亞歷山卓外，托勒密還在上埃及興建一座希臘城市，以自己的名字命名為托勒邁斯（Ptolemais Hermiou），作為上埃及的首府。

## 遠征希臘
托勒密的好友塞琉古在前311年的東方攻勢非常成功，擊敗了安提柯東方行省統帥尼卡諾爾聲威大震，然而諸侯和約中並沒有把塞琉古納入條約中，這使得安提柯可以率軍集中兵力對付塞琉古。為此前310年春托勒密毀約再度開戰，他派遣里奧尼迪（Leonide）率領艦隊襲擊奇里乞亞的城市，試圖讓安提柯分散兵立減少塞琉古軍的壓力。隔年夏季，托勒密開始再度率領艦隊襲擊安提柯的沿海，他奪取了呂基亞的法西利斯（Phaselis）和克桑托斯，接著攻下卡里亞的考納斯（Caunus）、伊阿索斯（Iasos）和孟多司（Myndus），之後托勒密試圖攻陷哈利卡那索斯，但因為安提柯之子德米特里及時來援而作罷。托勒密隨後在愛琴海的科斯島過冬，他在這段期間併吞安提柯的侄子托勒密部隊。
因為原本占領一部份希臘的安提柯侄子托勒密已被他剷除，托勒密在前308年春率艦隊航向希臘試圖在那裡建立自己的勢力，他首先先從安提柯的手中解放安德羅斯島，再策反附屬於卡山德的克拉特西波麗絲，與她達成協議使科林斯和西库翁納入自己的統治之下，在科林斯期間托勒密出席當年的地峽運動會，其子拉古斯還贏得馬車競速優勝。之後托勒密試圖重建腓力二世的科林斯同盟，但此舉因為多數伯羅奔尼撒希臘城邦不願實質響應而毫無進展，托勒密只得與卡山德修好，黯淡準備返回埃及。托勒密有不得不中止希臘遠征的理由，他的昔蘭尼加督撫歐斐爾拉斯在同年死在遠征迦太基途中，造成昔蘭尼加趁機叛亂及數年的動盪不安，當地直到前300年左右才告穩定。
亞歷山大大帝親妹妹克麗奧佩脫拉被安提柯軟禁在薩迪斯城內，先前托勒密暗地裡與她有所聯繫，克麗奧佩脫拉她願意與托勒密結婚，希望托勒密能在返回埃及的歸程途中解救她，但這件事情事跡敗露被安提柯發現，克麗奧佩脫拉隨即遭到設計遇害。可能是在這段遠征期間托勒密宣稱自己是腓力二世的私生子，亦可能把偽造的亞歷山大大帝遺言作為己方的宣傳，以利自己與克麗奧佩脫拉的婚姻作伏筆，隨著公主遇害，托勒密的計畫全都落空了。

## 稱王

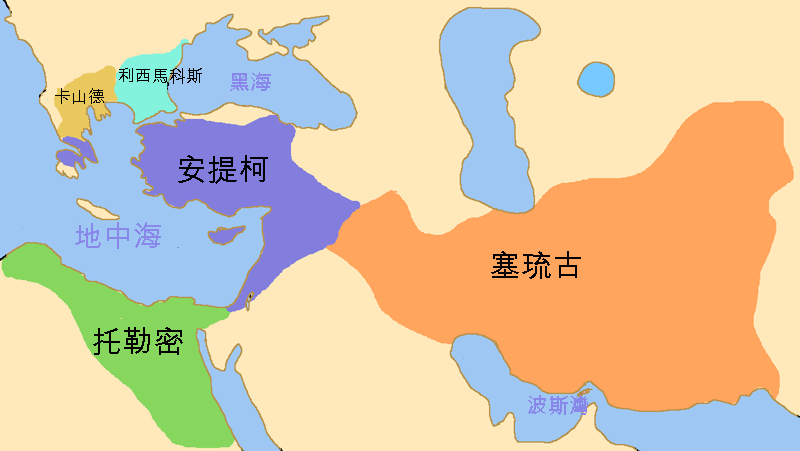
前305年左右安提柯一世、托勒密一世、塞琉古一世、利西馬科斯及卡山德的王國

前306年春，安提柯之子德米特里率領一支龐大的大軍開始入侵賽普勒斯，在戰場擊敗賽普勒斯統帥墨涅拉俄斯並把他圍困在薩拉米斯城內，托勒密為了解救自己的兄弟，親自率大軍援向賽普勒斯，卻在薩拉米斯海戰遭受到毀滅性慘敗，戰後墨涅拉俄斯只得讓守軍向德米特里投降，喪失了賽普勒斯全島。此役使托勒密海軍幾乎被摧毀，陸軍僅剩三分之一，這個悲慘的慘敗讓埃及近乎門戶洞開。因為名義上的國王亞歷山大四世早在前310年已經被卡山德所謀害，安提柯便挾著這場大勝餘威與兒子雙雙率先自立稱王。
同年秋季，安提柯一世把握托勒密虛弱不堪的機會，與其子德米特里一世率領9萬大軍入侵埃及，但一場暴風令德米特里的艦隊遭到重創。同時托勒密不僅加強埃及邊界上的防禦，為了補充兵力還到處雇傭傭兵去埃及服役，並用重金誘使安提柯的傭兵倒戈。殘餘的德米特里艦隊企圖在尼羅河對岸登陸建立橋頭堡，但屢屢遭受托勒密反制受挫，不幸地還再一次遇到一場暴風，損失慘重，最後只得退回安提柯大營。安提柯現在陷入進退維谷，逃兵大量倒戈向托勒密，艦隊的損失更讓他補給困難，他不得不宣告退兵，無功而返結束入侵。托勒密成功渡過這次危機，他欣喜地向神奉獻祭品和舉辦慶功宴，更向其他繼業者分享他的勝利。
前305年安提柯及德米特里為了阻礙托勒密重建海軍向羅得島出手，爆發羅得圍城戰，當時托勒密給了羅得島很大的幫助，使羅得島免於淪陷，勝利後的羅得島民感念托勒密的援助，膜拜他為神並給予「救主」（Σωτηρ）的稱號。在前305年底到前304年底的某個時間點托勒密自立為王，學者塔恩（W. W. Tarn）認為這個事件發生在前304年春季羅得島戰事結束時，而學者E. Grzybek則是認為托勒密選定古馬其頓曆法（Ancient Macedonian calendar）中亞歷山大大帝的忌日為自己登基之日，即前304年6月。
托勒密的王權基本上是以依循馬其頓式模式為主幹並部份融合埃及王權思想，托勒密一世是希臘、馬其頓人的巴西琉斯，如同腓力二世、亞歷山大大帝時的方式統治，他們認為的王是有能力且仁慈的英雄。相比，古埃及的王權跟神權緊密結合，對於本土的埃及人來說法老是神，是神在人世間的化身。為了可以長期穩定統治埃及，托勒密採取與埃及和解共融的政策，如同亞歷山大大帝曾被埃及祭司認為阿蒙之子，是埃及的法老那樣，托勒密在總督時期就開始宣傳自己是亞歷山大合法繼承者，他敬重埃及祭司、重修埃及神廟、維持埃及傳統，採用古埃及的王銜，企圖讓自己成為埃及人心目中的法老，是神或神之後裔。對於另一方面的希臘、馬其頓人，托勒密效法亞歷山大開始向希臘人宣傳自己的神的屬性，如前304年的羅得島、前287/286年的島嶼聯盟（Nesiotic League）先後封他為神，使托勒密自己的人格神化，具有人性與神性。托勒密一世透過這樣的二元統治，使自己成希臘、馬其頓移民的威嚴且仁慈的王，並具有神性，同時也成為埃及人心中的法老，這措施讓兩方民族都可以接受，奠定穩定統治的基礎。

### 伊普蘇斯之後

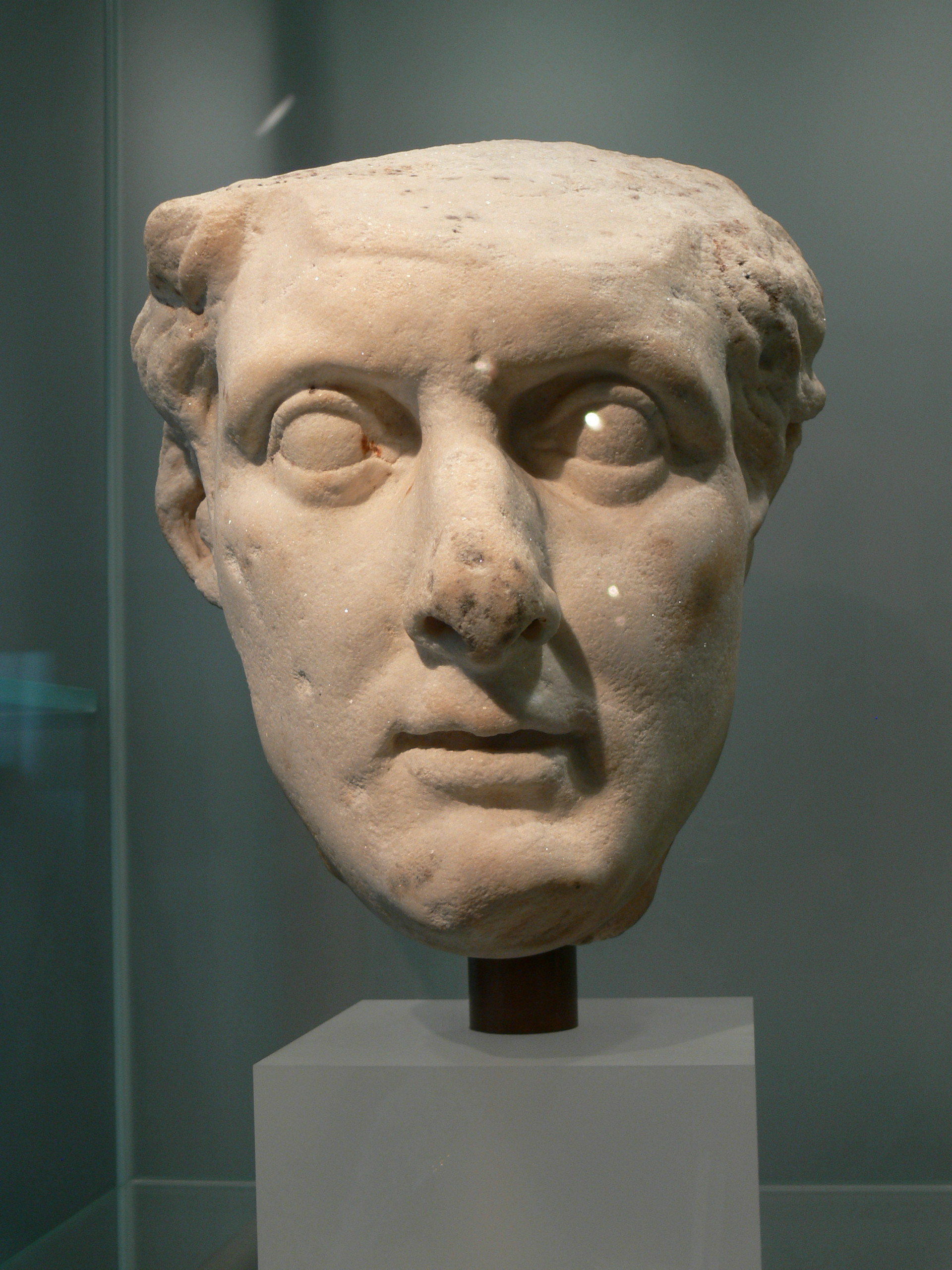
托勒密一世的雕像，今收藏於丹麥新嘉士伯美術館

前302年，德米特里一世再度進軍希臘，奪取了托勒密一世掌控的科林斯和西库翁，重建了科林斯同盟。馬其頓的卡山德憂心自己的王國安全，再一次重組反安提柯聯盟，托勒密自然也加入了。夏季，托勒密王國、塞琉古王國、馬其頓王國、利西馬科斯王國共四國開始入侵侵安提柯王國，托勒密再度率軍入侵巴勒斯坦和腓尼基，但因為中了安提柯的假情報以為盟軍已被安提柯軍擊敗，驚慌放棄佔領地返回埃及，當托勒密發覺這是假情報後連忙回軍，然而還是錯失了伊普蘇斯戰役。因為未參與最後決戰，自然其他盟國在瓜分安提柯的土地時托勒密並沒有分到戰利品，戰後的瓜分會議中盟軍把敘利亞、巴勒斯坦和腓尼基全境都給予了塞琉古。托勒密向此抗議認為他也參與了反安提柯聯盟，理應有功勞並直接私自佔領了巴勒斯坦和腓尼基一部份，塞琉古一世考量到當年自己流亡埃及時托勒密曾經待他的熱情和昔日的友情，並沒有追究托勒密的侵權行為，但這領土爭議問題日後導致兩國連綿百年的敘利亞戰爭。
隨著伊普蘇斯戰後安提柯的敗亡以及塞琉古一世潛在的領土爭議，托勒密開始與其他繼業者結交，他把女兒阿爾西諾伊嫁給利西馬科斯，另一個女兒托勒邁絲嫁給德米特里一世使雙方和好，並於前297年幫助皮洛士登上伊庇魯斯國王。德米特里和托勒密的友好關係並不長久，趁著卡山德病勢後的混亂局面，德米特里進軍馬其頓成為馬其頓的國王，前294年，托勒密趁著德米特里一世無暇東顧時重新收復賽普勒斯，俘虜德米特里的王后菲拉，托勒密還攻佔了德米特里占據的西頓和泰爾城，可能是這段期間托勒密的艦隊攻佔了德米特里占據的小亞細亞沿海的呂基亞、龐非利亞地區。前288年夏，窮兵黷武的德米特里一世，讓托勒密和其他繼業者們不得不再一次集結對付這位可怕的敵人，爆發第五次繼業者戰爭。托勒密再一次趁著德米特里忙於對付皮洛士和利西馬科斯時，奪取愛琴海的許多島嶼，並把德米特里掌控的島嶼聯盟納入自已手中，托勒密王國不僅掌握了愛琴海還控制了東地中海的許多港口，隨著德米特里敗亡，東地中海的制海權牢牢握在自己手上。

## 晚年

亚历山大大帝电影裏，安東尼·霍普金斯飾演的托勒密一世在古亞歷山大圖書館講述亚历山大大帝事跡

托勒密一世有許多婚姻，他最早與泰綺絲育有不少孩子，但托勒密並不打算培養他們成為自己繼承人。托勒密原先屬意的是歐律狄刻所生的托勒密·克勞諾斯，但隨著自己寵愛的妻子貝勒尼基一世生了托勒密二世之後，已經很年邁的他開始猶豫並遲遲不立繼承人，這導致托勒密晚年時宮廷內的歐律狄刻派和貝勒尼基派的鬥爭，如流亡埃及時的皮洛士就是押寶貝勒尼基，法勒魯姆的德米特里則是選擇歐律狄刻派。兩位妻子的不和也影響兩方孩子們的感情，更影響其他國家的宮廷事務，使埃及的宮廷鬥爭延伸到利西馬科斯王國的宮廷內。歐律狄刻之女呂珊德拉嫁給利西馬科斯之長子阿加托克利斯，而貝勒尼基之女阿爾西諾伊則是嫁給利西馬科斯本人，同樣兩派為了利西馬科斯的繼承人也爭鬥不休，最後導致阿加托克利斯失勢，種下王國滅亡的因子。
前285年，埃及的宮廷鬥爭以貝勒尼基派勝利告終，貝勒尼基的兒子托勒密二世被立為國王，成為托勒密一世的共治王和繼承者，而他的另一個的兒子托勒密·克勞諾斯立即逃離埃及，逃到利西馬科斯的宮廷處。托勒密一世死於前283年，享年84歲。他個性精明和謹慎，且緊湊有序的處理四十年的繼業者戰爭。他敦厚的名聲和大方贏得馬其頓和希臘士兵的對他效忠，然而，他也沒有完全忽視本地埃及人。他也是一個樂意提倡知識的君王，他也建立了享譽世界的亞歷山卓圖書館。晚年的托勒密曾寫一部自己的回憶錄，記載亞歷山大大帝遠征的事情，這部回憶錄後來成為阿里安寫作《亞歷山大遠征記》時的重要史料。

## 腳註
1. ↑  阿特納奧斯，《智者之宴》13.37
2. ↑  阿里安, 《亞歷山大遠征記》2.11
3. ↑  Ian Worthington. 《Ptolemy I: King and Pharaoh of Egypt》 第23頁
4. ↑  保薩尼亞斯, 《希臘志》1.62
5. ↑  Ian Worthington. 《Ptolemy I: King and Pharaoh of Egypt》 第25頁
6. ↑  普魯塔克,《希臘羅馬名人傳:亞歷山大》10
7. ↑  Walter M. Ellis.《Ptolemy of Egypt》 第4頁
8. ↑  Ian Worthington. 《Ptolemy I: King and Pharaoh of Egypt》 第45頁
9. ↑  Waldemar Heckel.《Alexander's Marshals: A Study of the Makedonian Aristocracy and the Politics of Military Leadership》 第295頁
10. ↑  阿里安, 《亞歷山大遠征記》3.29
11. ↑  Ian Worthington. 《Ptolemy I: King and Pharaoh of Egypt》 第61頁
12. ↑  庫爾蒂烏斯, 《亞歷山大大帝史》（Historiae Alexandri Magni）, 7.10
13. ↑  Waldemar Heckel ,《Alexander's Marshals: A Study of the Makedonian Aristocracy and the Politics of Military Leadership》 第296頁
14. ↑  庫爾蒂烏斯, 《亞歷山大大帝史》, 8.6
15. ↑  阿里安, 《亞歷山大遠征記》4.13
16. ↑  Errington, R. M. "Bias in Ptolemy's History of Alexander". The Classical Quarterly. 19 (2): 233–242.
17. ↑  阿里安, 《亞歷山大遠征記》4.24
18. ↑  阿里安, 《亞歷山大遠征記》4.25
19. ↑  阿里安, 《亞歷山大遠征記》7.56
20. ↑  Waldemar Heckel ,《Alexander's Marshals: A Study of the Makedonian Aristocracy and the Politics of Military Leadership》 第298頁
21. ↑  庫爾蒂烏斯, 《亞歷山大大帝史》, 10.6
22. ↑  查士丁,《〈腓利史〉概要》13.6
23. ↑  狄奧多羅斯, 《歷史叢書》, 18.21
24. ↑  Ian Worthington. 《Ptolemy I: King and Pharaoh of Egypt》 第105頁
25. ↑  狄奧多羅斯, 《歷史叢書》, 18.33
26. ↑  狄奧多羅斯, 《歷史叢書》, 18.36
27. ↑  約瑟夫斯, 《猶太古史》, 12.7
28. ↑  阿庇安, 《羅馬史：敍利亞戰爭》, 9.52
29. 1 2  狄奧多羅斯, 《歷史叢書》, 18.61
30. ↑  狄奧多羅斯, 《歷史叢書》, 18.55
31. ↑  狄奧多羅斯, 《歷史叢書》, 18.57
32. ↑  狄奧多羅斯, 《歷史叢書》, 18.59
33. ↑  Billows, Richard. 《Antigonos the One-Eyed and the Creation of the Hellenistic State》 第114頁
34. ↑  狄奧多羅斯, 《歷史叢書》, 18.62
35. ↑  狄奧多羅斯, 《歷史叢書》, 18.64
36. ↑  狄奧多羅斯, 《歷史叢書》, 19.79
37. ↑  狄奧多羅斯, 《歷史叢書》, 19.93
38. ↑  根據總督石碑（Satrap stele）的年份，依據學者Tom Boiy. 《Between High and Low. A Chronology of the Early Hellenistic Period》 第98頁  的年表
39. ↑  Ian Worthington. 《Ptolemy I: King and Pharaoh of Egypt》 第147頁
40. ↑  Apostolos J. Polyzoides 《Alexandria City of Gifts and Sorrows From Hellenistic Civilization to Multiethnic Metropolis》 第71頁
41. ↑  Ian Worthington. 《Ptolemy I: King and Pharaoh of Egypt》 第153頁
42. ↑  Apostolos J. Polyzoides 《Alexandria City of Gifts and Sorrows From Hellenistic Civilization to Multiethnic Metropolis》 第75頁
43. ↑  普羅克洛, 《對幾何原本的評論》, 68
44. ↑   《蘇達辭書》, s.v. Pharos
45. ↑  約瑟夫斯, 《猶太戰史》, 4.10.5
46. ↑  狄奧多羅斯, 《歷史叢書》, 18.28
47. ↑  Ian Worthington. 《Ptolemy I: King and Pharaoh of Egypt》 第151頁
48. ↑  普魯塔克,《希臘羅馬名人傳:德米特里》7.3
49. ↑  狄奧多羅斯, 《歷史叢書》, 20.27
50. 1 2  狄奧多羅斯, 《歷史叢書》, 20.37
51. ↑  Ian Worthington. 《Ptolemy I: King and Pharaoh of Egypt》 第167頁
52. ↑  普魯塔克,《希臘羅馬名人傳:德米特里》16.2
53. ↑  普魯塔克,《希臘羅馬名人傳:德米特里》17.2
54. ↑  狄奧多羅斯, 《歷史叢書》, 20.73
55. ↑  狄奧多羅斯, 《歷史叢書》, 20.75
56. ↑  狄奧多羅斯, 《歷史叢書》, 20.100
57. ↑  保薩尼亞斯, 《希臘志》, 1.8.6.
58. ↑  E. Grzybek, "Du calendrier macédonien au calendrier ptolémaïque : problèmes de chronologie hellénistique", L'Antiquité Classique  Année 1992  61
59. ↑  Ian Worthington. 《Ptolemy I: King and Pharaoh of Egypt》 第199頁
60. ↑  Günther Hölbl. 《A History of the Ptolemaic Empire》, 第93頁
61. ↑  郭子林. 《古埃及托勒密王朝專制王權研究》, 第96頁
62. ↑  普魯塔克,《希臘羅馬名人傳:德米特里》25.1
63. ↑  狄奧多羅斯, 《歷史叢書》, 21.1
64. ↑  普魯塔克,《希臘羅馬名人傳:皮洛士》5.1
65. ↑  普魯塔克,《希臘羅馬名人傳:德米特里》38.1
66. ↑  Ian Worthington. 《Ptolemy I: King and Pharaoh of Egypt》 第189頁
67. ↑  第歐根尼·拉爾修,《哲人言行錄》5.78
68. ↑  Elizabeth Donnelly Carney. 《Arsinoe of Egypt and Macedon: A Royal Life》 第42頁
69. ↑  Ian Worthington. 《Ptolemy I: King and Pharaoh of Egypt》 第214頁